# Gölköprü, Karasu
Gölköprü là một xã thuộc huyện Karasu, tỉnh Sakarya, Thổ Nhĩ Kỳ. Dân số thời điểm năm 2008 là 793 người.